# 岩手県道160号土淵達曽部線
岩手県道160号土淵達曽部線（いわてけんどう160ごう つちぶちたっそべせん）は、岩手県遠野市を通る一般県道である。

## 概要
遠野市土淵町を起点とする。遠野市附馬牛町から東禅寺川に沿って進み、標高739 mの馬越峠（まごしとうげ）を越えて、達曽部川沿いを下って遠野市宮守町達曽部に至る。

### 路線データ
- 起点：遠野市土淵町土淵字足洗川（国道340号交点）
- 終点：遠野市宮守町達曽部字米田（国道396号・岩手県道161号達曽部下宮守線交点）

## 地理

### 通過する自治体
- 遠野市

### 交差する道路
- 国道340号
- 国道396号・岩手県道161号達曽部下宮守線

### 沿線
- カッパ淵
- 遠野馬の里